# Don't be evil (motto Google'a)
Don't be evil (ang. „nie czyń zła”, dosł. tłum. „nie bądź zły”) – używane w przeszłości motto, który firma Google posiadała w swoim wewnętrznym kodeksie postępowania. Po raz pierwszy zostało ono użyte w 2004 roku, gdy dzisiejszy amerykański gigant technologiczny podał do wiadomości publicznej swoją pierwszą ofertę publiczną. 

## Historia
Motto, które stosowane było przez kilkanaście lat w historii Google'a, zostało zaproponowane przez Paula Buchheita w 2000 roku, lub według innego źródła, przez Amita Patela w 1999 roku. Buchheit uznał wymyślone hasło za „uderzające w inne korporacje, a w szczególności w ówczesnych konkurentów Google'a, które nadużywały swojej władzy”.
Choć hasło nie znajdowało się w korporacyjnym kodeksie postępowania Google'a, zostało ono zamieszczone w formularzu S-1, który służy do zgłoszenia amerykańskich firm chcących wejść na giełdę.
W październiku 2015 roku zaprzestano stosowania motta „don't be evil” na rzecz „do the right thing” (dosł. tłum.: „czyń właściwą rzecz”), ostatecznie ograniczając jego użycie wyłącznie do końcowego zdania w maju 2018 roku:

I najważniejsze... nie czyń zła, a jeżeli zauważysz coś, co nie jest w porządku – [głośno] skrytykuj to!

## Użycie w krytyce Google'a
Osoby krytykujące działania jednego z gigantów technologicznych przywołują to hasło w negatywnym jego kontekście; ze znanych osób, Steve Jobs, współzałożyciel Apple'a (również będący współczesnym gigantem technologicznym), nazwał to motto „gówno wartą mantrą”.
16 maja 2013 roku Margaret Hodge, jedna z brytyjskich parlamentarzystek, powiedziała ówczesnemu szefowi europejskiego oddziału Google'a, że działania firmy mające na celu uniknięcie opodatkowania są „dalece nieetyczne”, mówiąc, że mimo kierowania się mottem „nie czyń zła”, w rzeczywistości „Google czynił zło”.